# La gran farsa del calentamiento global
The Great Global Warming Swindle (La gran farsa del calentamiento global) es un polémico documental que sugiere que la opinión científica sobre el cambio climático antropogénico es influenciada por factores financieros y políticos, cuestionando si en realidad existe un consenso sobre el calentamiento global provocado por el hombre. Fue formalmente criticado por Ofcom, la agencia británica reguladora en radiodifusión, que dictaminó que la película no mantuvo la debida imparcialidad y confirmó las quejas de tergiversación hechas por el científico David King, quien aparece en la película.
El filme, realizado por el productor de televisión británico Martin Durkin, presenta a científicos, economistas, políticos, escritores y otros intelectuales de todo el mundo que se oponen a la opinión de la mayoría de científicos, afirmando así que el calentamiento global producido por el hombre es "mentira" y "el más grande fraude de los tiempos modernos". Su título original era Apocalypse my arse (Apocalipsis mi culo), pero The Great Global Warming Swindle fue adoptado más tarde en alusión al documental paródico de 1980 The Great Rock 'n' Roll Swindle, sobre la banda de punk Sex Pistols.
El estreno del documental fue el 8 de marzo de 2007, a través del canal 4 británico. El canal describió la película como «una polémica que juntó los puntos de vista bien documentados de un número de respetados científicos para llegar a la misma conclusión. Es una película controvertida, pero sentimos que es importante que todas las partes de un debate sean expuestas al aire» De acuerdo a Hamish Mykura, encargada de los documentales del Canal 4, el filme se encarga de «presentar los puntos de vista de la pequeña minoría de científicos que no cree que el calentamiento global sea causado por la producción antropogénica de dióxido de carbono.»
Aunque el documental fue bien recibido por los escépticos al calentamiento global, fue criticado por varios científicos y organizaciones científicas, incluyendo uno de los científicos entrevistados en el filme y otro cuyas investigaciones fueron usadas como argumento. Los críticos del filme argumentaron que se había tergiversado y falsificado la información, basándose en investigaciones desactualizadas, empleando argumentos falaces, y no representando la posición del Grupo Intergubernamental de Expertos sobre el Cambio Climático. Luego se hallaron tres errores en el original, que fueron corregidos, sobre los cuales Martin Durkin, el productor del documental, dijo que eran menores y que no afectaban la conclusión del filme.

## Aseveraciones hechas en el documental
La premisa básica del documental es que la opinión sobre un calentamiento global de origen antropogénico tiene muchas fallas científicas. Afirma que esta es producto de una "industria activista del calentamiento global", creada por fanáticos ambientalistas antiindustrialistas y mantenida gracias a los intereses monetarios de muchos científicos, que buscan financiación para sus investigaciones; y de los medios de comunicación, quienes crean dramáticas consecuencias y disuaden a la población en general y a la comunidad científica de admitir que es una farsa o incluso de debatir sobre ello. Otros culpables, asegura el filme, son los políticos y los ambientalistas occidentales que promueven el uso de costosas formas de energía limpia en África, como los paneles solares y la energía eólica, en lugar de los baratos combustibles fósiles, y que estas mociones son apoyadas en función de no permitir llevar a África a la industrialización.

### Postulados
El documental presenta lo que asegura son evidencias que refutan la teoría predominante sobre el calentamiento global producido por el hombre: 
- Mediciones del nivel de dióxido de carbono atmosférico y del cambio de temperatura desde 1940. El filme muestra que los niveles de CO2 atmosférico han ido en continuo aumento desde 1940, cuando la temperatura global iba en disminución, y no fue hasta 1975 cuando esta comenzó a aumentar continuamente hasta nuestros días, lo que supone que en realidad el CO2 no es el causante directo del aumento de temperatura global.

- Variaciones en la temperatura de la atmósfera. El filme dice que todos los modelos sobre un aumento de temperatura causado por los gases de invernadero predicen que el mayor rango de temperatura en la atmósfera se halla en algún punto de la tropósfera, volviéndose más fría a medida que se acerca a la superficie de la Tierra. Sin embargo, los registros de los satélites y globos meteorológicos no respaldan estos modelos, más bien muestran que la temperatura de la atmósfera cercana a la superficie es mayor o igual a la de la tropósfera.

- Relación entre el CO2 atmosférico y el cambio de temperatura global. De acuerdo al documental, el incremento de CO2 tiene un retraso de más de 100 años detrás del aumento de temperatura global. Con ello queda manifiesto que al aumento de temperatura global le sigue un aumento en los niveles de CO2 y viceversa, y no ocurre de manera opuesta como afirma la teoría de los gases de invernadero. Esto se debe a que cuando la temperatura desciende, los mares se enfrían absorbiendo el CO2, y lo liberan cuando la temperatura asciende, pero ya que el océano es inmenso, le toma varios cientos de años seguir los cambios de temperatura de la atmósfera y liberar o atrapar el CO2, provocando un cambio en los niveles de CO2 atmosférico.

- Influencia del vapor de agua en el cambio climático. De acuerdo con el filme, el vapor de agua conforma el 95% de todos los gases de invernadero, siendo así el que más afecta la temperatura terrestre, y no el CO2, que apenas conforma el 0.054% de toda la atmósfera terrestre.

- Cantidad de CO2 producido por el hombre. El filme asegura que de ese 0.054% de CO2 que se halla presente en la atmósfera, los humanos son responsables de menos del 1%, siendo los océanos, por mucho, los principales emisores de dióxido de carbono, y luego los volcanes, las plantas y los animales. Los humanos producen no más de 6.5 gigatones de CO2 al año, mientras que solo los animales y las plantas producen unos 150 gigatones. El filme concluye que las emisiones humanas de CO2 nunca podrían ser la causa del calentamiento global. Durkin reconoció después que los datos sobre las emisiones volcánicas de CO2 eran incorrectos y los removió de las versiones posteriores.[14]

- Influencia del Sol sobre el cambio climático: teoría de la variación del Sol. Esta teoría sobre el calentamiento global, defendida en el documental, afirma que la actividad solar está directamente ligada a los cambios climáticos. En el filme se muestra una concordancia muy exacta entre las mediciones de la actividad solar y el cambio de temperatura global, y se afirma que el presente y continuo calentamiento global se debe a un aumento de la actividad solar en las últimas décadas. Esto hace que los vientos solares sean más intensos y desvíen la radiación cósmica que llega a la Tierra desde el espacio, provocando una disminución en la formación de nubes, las cuales según el documental, nos protegen de gran parte de los rayos solares que calientan el planeta. Sin embargo el filme asegura que el efecto de las nubes no puede ser exactamente simulado por los científicos a fin de predecir patrones climáticos futuros y sus efectos en el calentamiento global.[16]
Así el filme concluye que la actividad solar tiene una influencia mucho mayor sobre el cambio climático que cualquier acción realizada por el hombre.

- Anteriores episodios de calentamiento. En el documental dicen que el calentamiento global no es un fenómeno para nada inusual, como lo pretenden hacer parecer los medios, y que incluso la Tierra ha alcanzado temperaturas mucho mayores a las actuales durante el período cálido medieval, un periodo de gran prosperidad en Europa.

### Intereses económicos
Una vez hecha su explicación sobre el calentamiento global, otro de los aspectos que toca el documental son las razones que existen detrás de dicha farsa y que comprometen la integridad de la investigación climática. A ello le atribuyen intereses políticos, financieros e ideológicos:
- Mayor financiación para investigaciones climáticas. De acuerdo con el film, los gobiernos de todo el mundo han incrementado la financiación para cualquier investigación científica relacionada al calentamiento global, como producto del miedo inducido a la población por sus consecuencias futuras, convirtiéndolo en "una de las áreas de la ciencia mejor financiadas." Esto hace que varios científicos en el mundo busquen una manera de ligar sus investigaciones particulares al calentamiento global en busca de una mayor financiación, y sigan creando historias dramáticas que requieren más investigación.

- Otros intereses financieros. No solo los científicos, sino millones de personas en todo el mundo, dependen de esta farsa para asegurar sus ingresos financieros, gracias a los cientos de miles de empleos creados y subsidiados en el área científica, gubernamental y mediática que giran en torno al calentamiento global producido por el hombre.

- Supresión de las ideas disidentes. De acuerdo al documental, el concepto de un calentamiento global causado por el hombre es promovido con una ferocidad e intensidad similar al fanatismo religioso. Los científicos que se oponen a esta opinión son tratados como herejes y corren el riego de persecuciones, amenazas de muerte y daños a su reputación y a sus carreras, que dan como resultado el desconocimiento de la población en general de las teorías disidentes al calentamiento global antropogénico. Tal es el caso de Tim Ball, profesor retirado de la universidad, quien afirma en el documental y en otras publicaciones que ha recibido amenazas de muerte por sus afirmaciones contrarias sobre el calentamiento global.

- Influencia anticapitalista. En el filme se propone que muchos activistas ambientalistas apoyan la teoría del calentamiento global antropogénico por su apego emocional e ideológico a las creencias anticapitalistas, oponiéndose al desarrollo económico, la globalización, la industrialización y a los Estados Unidos.

- El papel de los políticos. Según relata el filme, el punto de vista sobre un cambio climático antropogénico fue promovido por la ex primera ministra británica, la conservadora Margaret Thatcher, a fin de promover la energía nuclear y reducir el impacto de las huelgas en la industria estatal del carbón, por parte de la Unión Nacional de Mineros de Gran Bretaña.

- El papel de la industria. En el documental muchos científicos entrevistados afirman haber sido acusados de aceptar sobornos de las industrias privadas —tales como las de gas, aceite, y carbón—, por la idea de que son estas mismas industrias las que promueven teorías disidentes al consenso científico. Estos científicos niegan las acusaciones y dicen que no tienen fundamento.

- Oposición al desarrollo de África. El escritor y economista keniano dice en el documental que la campaña ambientalista busca matar el sueño africano de alcanzar el desarrollo. Él describe las formas de energía renovable como una "experimentación lujosa", útiles para los países ricos que pueden costearlas, pero nunca para África. Como ejemplo de esto, el documental muestra una clínica de salud en Kenia con dos paneles solares, los cuales no proveen la suficiente energía eléctrica para que funcionen el refrigerador médico y las luces al mismo tiempo. El documental dice que la idea de restringir a los países más pobres del mundo a usar fuentes de energía alternativas es "el aspecto más moralmente repugnante de la campaña del calentamiento global".

- Falso consenso científico. El documental afirma que el consenso científico sobre el calentamiento global en realidad no existe. Afirma que es mentira que "2500 de los mejores científicos" respaldan el reporte sobre el calentamiento global hecho por el Grupo Intergubernamental de Expertos sobre el Cambio Climático (IPCC). De hecho, según la película, el reporte incluye muchos políticos y no científicos, e incluso disidentes que solicitaron borrar sus nombres del reporte, pero se rehusaron. Tal es el caso de Paul Reiter, del Instituto Pasteur, quien sin tener éxito tomó acciones legales para eliminar su nombre del reporte, protestando que el IPCC no consideró su opinión profesional.

## Individuos presentados
En el documental son entrevistados varios académicos, ambientalistas, consultores y escritores:
- Patrick Moore: cofundador de Greenpeace, crítico de la organización.
- Syun-Ichi Akasofu: profesor y director del Centro Internacional de Investigación del Ártico.
- Tim Ball: cabeza del Proyecto de Administración de los recursos Naturales (erróneamente identificado en el documental como profesor del departamento de climatología en la Universidad de Winnipeg). Ball dejó su posición en la facultad en el Departamento de geografía en 1996; mientras que la Universidad de Winnipeg nunca ha tenido un departamento de climatología.
- Nigel Calder: editor de New Scientist de 1962 a 1966.
- John Christy: Profesor del Departamento de ciencia atmosférica en la Universidad de Alabama en Huntsville, donde también es el director del Centro científico del sistema terrestre. Es uno de los principales autores del capítulo 2 del Tercer reporte de evaluación del Grupo Intergubernamental de Expertos sobre el Cambio Climático (IPCC, por sus siglas en inglés), y mostrado en el documental como "un autor principal, IPCC".
- Ian Clark: profesor en el departamento de Ciencias de la Tierra en la Universidad de Ottawa.
- Piers Corbyn: pronosticador del tiempo británico, dueño de Weather Action, negocio encargado de hacer predicciones climáticas.
- Paul Driessen: autor de Eco-Imperialism: Green Power, Black Death.
- Eigil Friis-Christensen: director, del Centro Nacional Espacial y profesor adjunto de la Universidad de Copenhague. Desde entonces ha criticado el documental por fabricar información y no explicar ampliamente su posición sobre el calentamiento global del siglo xx.[17]
- Nigel Lawson: antiguo Ministro de Hacienda del Reino Unido.
- Richard Lindzen: profesor en el Departamento de meteorología del Instituto Tecnológico de Massachusetts.
- Patrick Michaels: Profesor de investigación del Departamento de ciencias ambientales en la Universidad de Virginia.
- Paul Reiter: profesor en el Departamento de entomología médica del Instituto Pasteur en París.
- Nir Shaviv: profesor en el Instituto de física en la Universidad Hebrea de Jerusalén.
- James Shikwati: economista, autor, y presidente ejecutivo de The African Executive.
- Fred Singer: profesor emérito del Departamento de ciencias ambientales de la Universidad de Virginia, erróneamente identificado en el documental como antiguo director del Servicio Meteorológico Nacional de Estados Unidos. En el periodo 1962–1964 fue director del Servicio Nacional de Satélites Ambientales, Datos e Información.
- Roy Spencer: científico de investigación de la Universidad de Alabama en Huntsville.
- Philip Stott: profesor emérito del Departamento de biogeografía en la Universidad de Londres.
- Bert Bolin: profesor de meteorología en la Universidad de Estocolmo desde 1961 hasta su retiro en 1990.

Fue también entrevistado el profesor del Departamento de oceanografía en el Instituto Tecnológico de Massachusetts, Carl Wunsch, pero desde entonces ha dicho que está en total desacuerdo con las conclusiones del documental y la forma en que fue usada su entrevista.

## Recepción y críticas
La emisión del documental atrajo 2.5 millones de televidentes y una audiencia del 11.5%. El Canal 4 recibió 758 llamadas, y correos electrónicos sobre el programa, donde seis de siete se manifestaban a favor.
Debido a varias críticas científicas, el filme ha sido modificado desde su lanzamiento en el Canal 4 británico. Se etiquetó correctamente el eje de una gráfica, la afirmación de que los volcanes producen más CO2 que los humanos fue eliminada, y se eliminó la participación de Carl Wunsch en la versión lanzada internacionalmente y en DVD, debido a sus objeciones de cómo fue usada su entrevista, Otros argumentos científicos usados en el documental han sido señalados como falsos y refutados por el trabajo científico. También se critica que el documental solo muestra un lado de la opinión científica sobre el calentamiento global, y que la postura de las academias científicas de las mayores naciones industrializadas y otras organizaciones científicas se ve incorrectamente representada.

### Quejas de Ofcom
El regulador británico de difusión en los medios de comunicación, que es la Oficina de Comunicaciones (Ofcom), recibió 265 quejas sobre el documental, una de las cuales era un documento detallado de 176 páginas escrito por un grupo de científicos. Ofcom dictaminó que el documental había tratado injustamente al científico Sir David King, al IPCC y al profesor Carl Wunsch. También señaló que la quinta parte del documental (la parte política) había violado varias normas del Código de emisión sobre imparcialidad; sin embargo, la normas del Código sobre imparcialidad no aplican a los argumentos científicos de las partes 1-4, ya que el nexo entre las actividades humanas y el calentamiento global ya ha sido ampliamente establecido. Ofcom no se manifestó sobre la exactitud del documental, pero dijo que este, en conjunto, “no engaña a la gente como para causar daño u ofensa”.

### Reacciones de los científicos
- El IPCC fue uno de los más atacados en el documental. En respuesta, John T. Houghton (copresidente del grupo de trabajo del IPCC de 1988 a 2002) dijo que “el documental era una mezcla de verdades, verdades a medias y falsedad juntadas con el único propósito de desacreditar la ciencia del calentamiento global”, sobre la cual mencionó que ha sido respaldada por la comunidad científica, incluyendo la academias de ciencias de los países que conforman el G8, además de China, India y Brasil. Houghton rechazó que los cambios de temperatura observados estén dentro de las variaciones climáticas naturales o que la influencia del Sol sea la principal causa. También se mostró en desacuerdo con que la troposfera sea menos caliente que la superficie, que las erupciones volcánicas emitan más dióxido de carbono que la quema de combustibles fósiles, que los modelos climáticos sean muy complejos e incapaces de mostrar proyecciones útiles sobre el cambio climático, y que el IPCC esté parcializado. Houghton reconoce que en las muestras de hielo se ve que al aumento de temperatura le sigue un aumento de CO2, pero escribe que esta correlación fue mostrada en el documental como la principal evidencia del IPCC sobre el calentamiento global, lo cual no es cierto.[23]
- El British Antarctic Survey lanzó una declaración bastante crítica sobre el documental. En esta, señala el uso de una gráfica con el eje tiempo incorrecto, explica por qué la temperatura se eleva antes que los niveles de CO2 y refuta las afirmaciones hechas sobre la actividad solar: “una comparación entre la información contemporánea distorsionada y la no distorsionada revela que la actividad solar no guarda semejanza con la curva de temperatura, especialmente en los últimos 20 años”. En el tema de las emisiones volcánicas de CO2, dice lo siguiente:

Se estima que las emisiones anuales actuales debidas a la quema de combustibles fósiles y a la producción de cemento son alrededor de 100 veces mayor que el promedio anual de emisiones volcánicas de CO2. Que los grandes volcanes no afectan significativamente la concentración de CO2 atmosférico se puede notar en las muestras de hielo y los registros de CO2 atmosférico, que muestran un aumento constante durante el periodo industrial sin cambios inusuales luego de grandes erupciones 
También sentencia que “cualquier científico que se descubra que ha falsificado datos de la misma manera que el documental del Canal 4 sería culpable de tener una seria mala conducta en lo profesional”
- Alan Thorpe, profesor de meteorología en la Universidad de Reading y director ejecutivo del Consejo de investigación del ambiente natural, comentó sobre el filme en la revista New Scientist, afirmando que la idea de que la presencia o ausencia de rayos cósmicos en la atmósfera terrestre sea una mejor explicación para la variación de temperatura que la concentración de CO2 y otros gases no es un argumento nuevo y es evidentemente erróneo: “no hay evidencia creíble de que los rayos cósmicos jueguen un papel significativo… Dejen que reine el escepticismo, pero no juguemos con la evidencia.”[24]
- La Royal Society lanzó una cadena de prensa en respuesta al filme. En ella, su presidenta, Martin Rees, expuso brevemente la opinión científica predominante sobre el cambio climático, y agregó:

Los científicos continuarán monitoreando el clima global y los factores que los influencian. Es importante que todas las legítimas potenciales explicaciones científicas continúen siendo consideradas e investigadas. El debate continuará, y la Royal Society acaba de acoger una reunión de discusión de dos días asistida por más de 300 científicos, pero no debe estar a expensas de las medidas. Aquellos que promueven puntos de vista científicos alternativos pero ignoran el peso de las evidencias están apostando en un juego peligroso. Corren el riesgo de desviar la atención de lo que podemos hacer para asegurar que la población mundial tenga el mejor futuro posible.
- Treinta y siete científicos británicos firmaron una carta quejándose por la carencia de hechos y puntos de vista del documental, alegando que “en vista de la seriedad del cambio climático como un problema, es crucial que el debate público sobre este sea balanceado y bien informado”.[11]
- El 5 de julio de 2007, se publicó un estudio parcialmente inspirado en respuesta al documental, que contó con la participación de Mike Lockwood, un físico solar del Laboratorio Rutherford Appleton y coautor de un documento que registraba la información solar de los últimos 40 años.[26] Lockwood encontró que entre 1985 y 1987 los factores solares que afectarían el clima decrecieron considerablemente, por lo cual debió suceder un enfriamiento en 2007, y no fue así.[26][27] El trabajo de Lockwood es por ende citado constantemente como una evidencia crucial contra la principal idea del documental.
- El volumen 20 del boletín de la Sociedad Australiana de Meteorología y Oceanografía presentó una crítica hecha por David Jones, Andrew Watkins, Karl Braganza y Michael Coughlan:La gran farsa del calentamiento global no representa la situación actual del conocimiento en cuanto a cambio climático… Muchas de las hipótesis presentadas en La gran farsa del calentamiento global han sido consideradas y rechazadas mediante procesos científicos. Este documental está lejos de mostrar un crítico y objetivo análisis sobre la ciencia del clima. En su lugar, hace grandes hazañas para presentar datos desactualizados incorrectos o ambiguos de tal manera que distorsiona asquerosamente el verdadero entendimiento de la ciencia del cambio climático y apoya a un conjunto de ideas extremadamente controvertidas.[28]
- El 13 de julio de 2007 fue llevado a cabo en la Universidad Nacional Australiana de Canberra un foro público llamado Desacreditando La gran farsa del calentamiento global, en el cual participaron un grupo de científicos de dicha universidad, la Universidad de Stanford, Estados Unidos, y el Centro ARC de la excelencia para estudios de los arrecifes de coral. Aquí se expuso lo que describieron como “las fallas científicas y medias verdades en las afirmaciones de los escépticos al cambio climático"[29]

### Críticas de científicos mostrados en el documental

#### Carl Wunsch
Carl Wunsch, profesor de Oceanografía física en el MIT, apareció en la primera versión del documental. Luego de eso, dijo que su participación estaba “completamente distorsionada” y que había sido “totalmente engañado” cuando aceptó ser entrevistado, También dijo que el documental estaba “asquerosamente distorsionado” y que era "pura propaganda" y puso una queja a Ofcom. Wunsch expresó:
 En la parte de La gran farsa del calentamiento global donde yo describo el hecho de que el océano tiende a expeler dióxido de carbono cuando está caliente y a absorberlo cuando está frío, mi intención era explicar que calentar el océano puede ser peligroso, porque es una gigantesca reserva de dióxido de carbono. En su lugar, el filme hace parecer que estoy diciendo que ya que el dióxido de carbono existe en el océano en tales cantidades, la influencia de los humanos no debe ser muy importante, diametricalmente opuesto a la idea que estaba dando, la cual era que el calentamiento global es real y peligroso.

El productor del documental, Martin Durkin, respondió a esto diciendo que Carl Wunsch no fue engañado para aparecer en el filme, como se ve claramente en su correspondencia con él, que “sus comentarios no están fuera de contexto” y que “su entrevista, tal como se muestra en el documental, representa perfectamente lo que dijo”. 
Aunque Wunsch ha admitido que encuentra desagradables ambos extremos del debate sobre el calentamiento global, en marzo de 2007 escribió en una carta diciendo que él cree que el cambio climático es “real, una amenaza mayor y casi seguramente tienen principalmente un componente inducido por el humano”. También ha dicho que se ha tratado de mantener fuera de la “guerra del clima” porque todos los matices se pierden, y la distinción entre lo que conocemos firmemente como científicos, y lo que suponemos que está pasando es muy difícil de mantener en la presencia de los excesos retóricos. 
Wunsch contó que recibió una carta de la compañía productora, Wag TV, amenazando con demandarlo por difamación si no publicaba una carta retractándose, pero este se rehusó. Finalmente su entrevista fue eliminada del documental en la versión internacional y para su lanzamiento en DVD.

En diciembre de 2007, Wunsch continuó con sus críticas al documental diciendo que “no es un filme científico, es una declaración política” y también dijo que, a diferencia de lo que Durkin afirma, él no reaccionó en contra de su participación en el filme debido a presiones de sus colegas en Reino Unido.
Ofcom se ocupó de la queja de Wunsch dividiéndola en tres partes, y dictaminó a favor de él en dos de estas:
- Estuvo de acuerdo en que Wunsch fue engañado en cuanto a las intenciones del filme, dictaminando que no fue suficientemente informado sobre la naturaleza polémica de este como para dar un consentimiento legítimo de su participación.
- Que su punto de vista en general fue mal representado en el filme, ya que si bien, este no afirma explícitamente que Wunsch se oponga a la idea del cambio climático antropogénico, lo sugiere implícitamente al colocar su entrevista en medio de las de otros científicos que sí se oponen a esta idea.
- Sin embargo, Ofcom no apoyó a Wunsch en su reclamo de que sus ideas sobre la relación del CO2 y el océano fueron tergiversadas. A criterio de Ofcom, los comentarios hechos por Wunch no se enfocaban en advertir que es peligroso calentar el océano (cómo él había dicho en su queja), sino en que la relación entre la temperatura atmosférica y el dióxido de carbono es complicada. Ofcom sentenció que queda a la discreción de los editores decidir si incluir o no esta parte en el documental.

#### Eigil Friis-Christensen
Las investigaciones del geofísico danés, Eigil Friis-Christensen, fueron usadas para apoyar ciertas afirmaciones sobre la influencia de la actividad solar en el clima. Este criticó la forma en que los datos fueron presentados, señalando que tenía razones para creer que los datos presentados en una gráfica sobre la actividad solar y la temperatura terrestre durante 400 años eran inventados a partir de información fabricada y mostrada como genuina. Dijo también que: “aunque los comentarios del narrador durante la presentación de la gráfica son consistentes con la investigación de la que surge, este incorrectamente descarta una contribución de los gases de invernadero antropogénicos al calentamiento global del siglo xxi”.
Friis-Christensen dijo luego para The Independent que obviamente el documental no es científicamente correcto, “varios puntos no fueron explicados de la manera en la que yo, como científico, los hubiera explicado”, expresó.
Posteriormente, Martin Durkin le escribió una carta a Eigil Friis-Christensen para agradecerle por esclarecer este error, diciendo que lo de la gráfica “fue una molesta equivocación que todos pasamos desapercibida y será arreglada para todas las futuras transmisiones del film. Esto no cambia nuestro argumento”.

## Premios y reconocimientos
- Finalista en la categoría de Mejor documental del premio de emisión en la industria televisiva británica de 2008.
- Ganador a Mejor documental en la Io Isabella International Film Week de 2007, llevado a cabo en el sur de Italia.
- Recibió Mención especial del jurado "por su valiente contribución al diálogo científico y por la calidad de la cinematografía" en la premiación del Tercer Festival de Cine Internacional llevado a cabo en Atenas en 2008.

## Documentales relacionados
- Una verdad incómoda (2006): Película documental que muestra la presentación del exvicepresidente de Estados Unidos, Al Gore, sobre el calentamiento global, donde argumenta que el mismo es producto de la irresponsabilidad humana, que le valió un Óscar a Mejor documental y el Nobel de la Paz por sus esfuerzos ambientalistas. Por su importancia, es mencionado más de una vez en el documental de Durkin, refutando los argumentos de Al Gore.

- Contra la Naturaleza (1997): Una anterior y controvertida serie documental del Canal 4, hecha también por Martin Durkin, donde también criticó a los movimientos ambientalistas y fue acusado por la Comisión Independiente de Televisión del Reino Unido de distorsionar y tergiversar los puntos de vista y las entrevistas mediante técnicas de edición.

- The Greenhouse Conspiracy: Un anterior documental de Hilary Lawson, estrenado en el Canal 4 el 12 de agosto de 1990 como parte de la serie Equinox. Similar al documental de Durkin, The Greenhouse Conspiracy fue uno de los primeros en criticar la teoría del calentamiento global, alegando que detrás de él se esconden motivos ajenos a los meramente ambientalistas. Lindzen, Michaels y Spencer fueron entrevistados para ambos documentales.

- Doomsday Called Off (2005): De la Canadian Broadcasting Corporation, expone muchas de las mismas críticas a la teoría del calentamiento global antropogénico. Se incluyen entrevistas con muchas fuentes de información, que fueron usadas en el documental de Durkin, sin entrevistar de nuevo a los individuos, entre los que se hallan los astrofísicos Willie Soon y Sallie Baliunas.

- The Denial Machine (2007) Documental de la Canadian Broadcasting Corporation que muestra "cómo las corporaciones de combustibles fósiles han mantenido vivo el debate del calentamiento global mucho tiempo después de que la mayoría de los científicos creen que el calentamiento global es real y tiene potenciales consecuencias catastróficas". Muchos entrevistados en La gran farsa del calentamiento global aparecen en este también.

- The Cloud Mystery(2008): Documental danés que explora la controvertida teoría del científico danés Henrik Svensmark en cómo los rayos cósmicos galácticos y la actividad solar pueden afectar la capa de nubes terrestre e influenciar así en el calentamiento global, afirmando también que los efectos antropogénicos y de los gases de invernadero han sido exagerados.

- Not Evil Just Wrong (2009): Documental del irlandés Phelim McAleer que desafía directamente al documental de Al Gore, Una verdad incómoda, diciendo que su evidencia sobre el calentamiento global no es concluyente y que una legislación global ocupada en restar la emisión de los gases de invernadero afectaría a la industria y sería mucho más dañino que beneficioso para los humanos. El documental fue publicitado con la frase: "El verdadero costo de la histeria del calentamiento global."

- Cool It (2010): Película documental que trae a la luz ideas para seguir el movimiento ambientalista de una manera menos propagandista y más realista, incluyendo esfuerzos por detener el calentamiento global.